# Grabkreuz

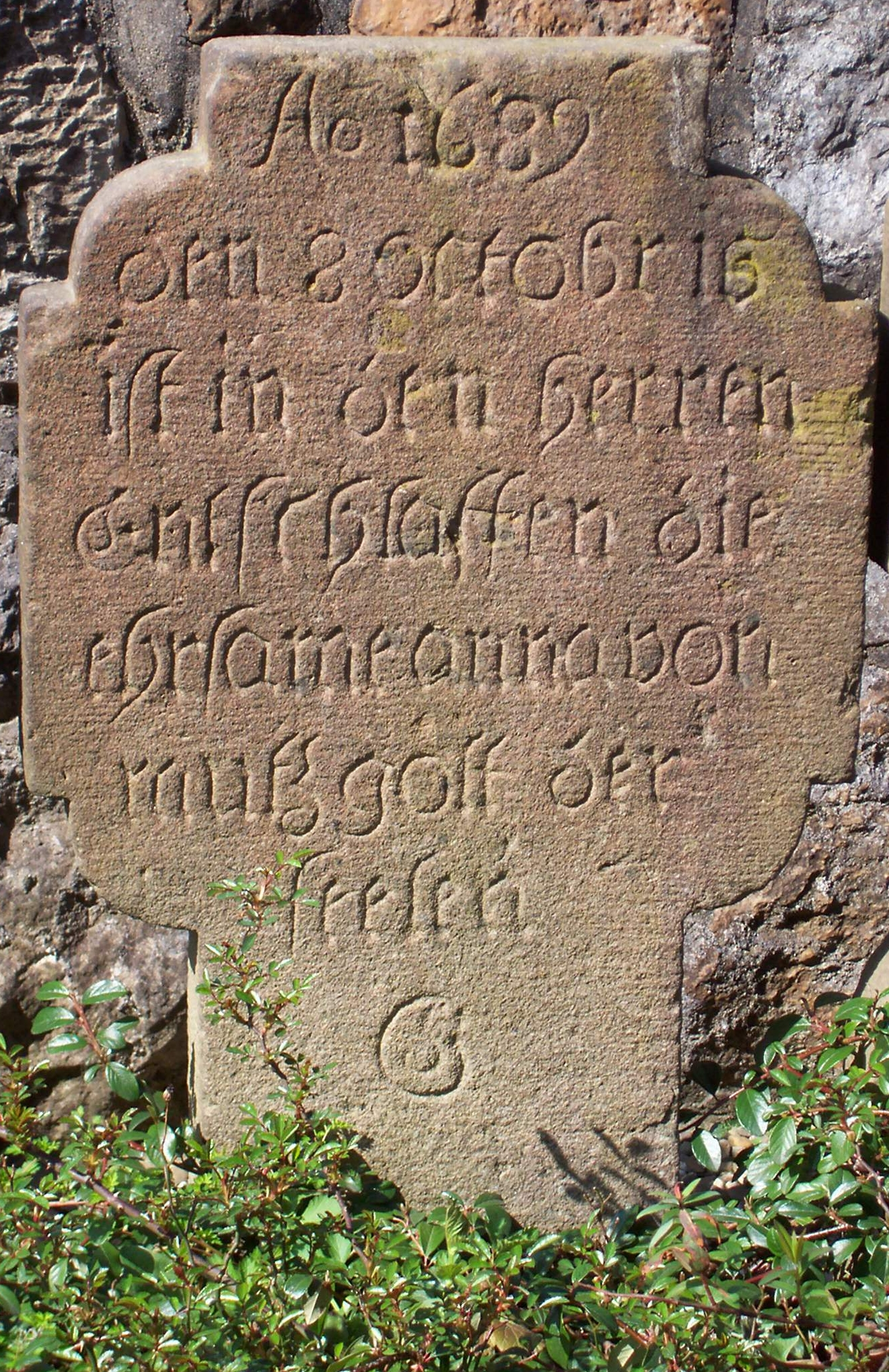
Steinernes Grabkreuz (St. Clemens in Bergisch Gladbach, 1689)

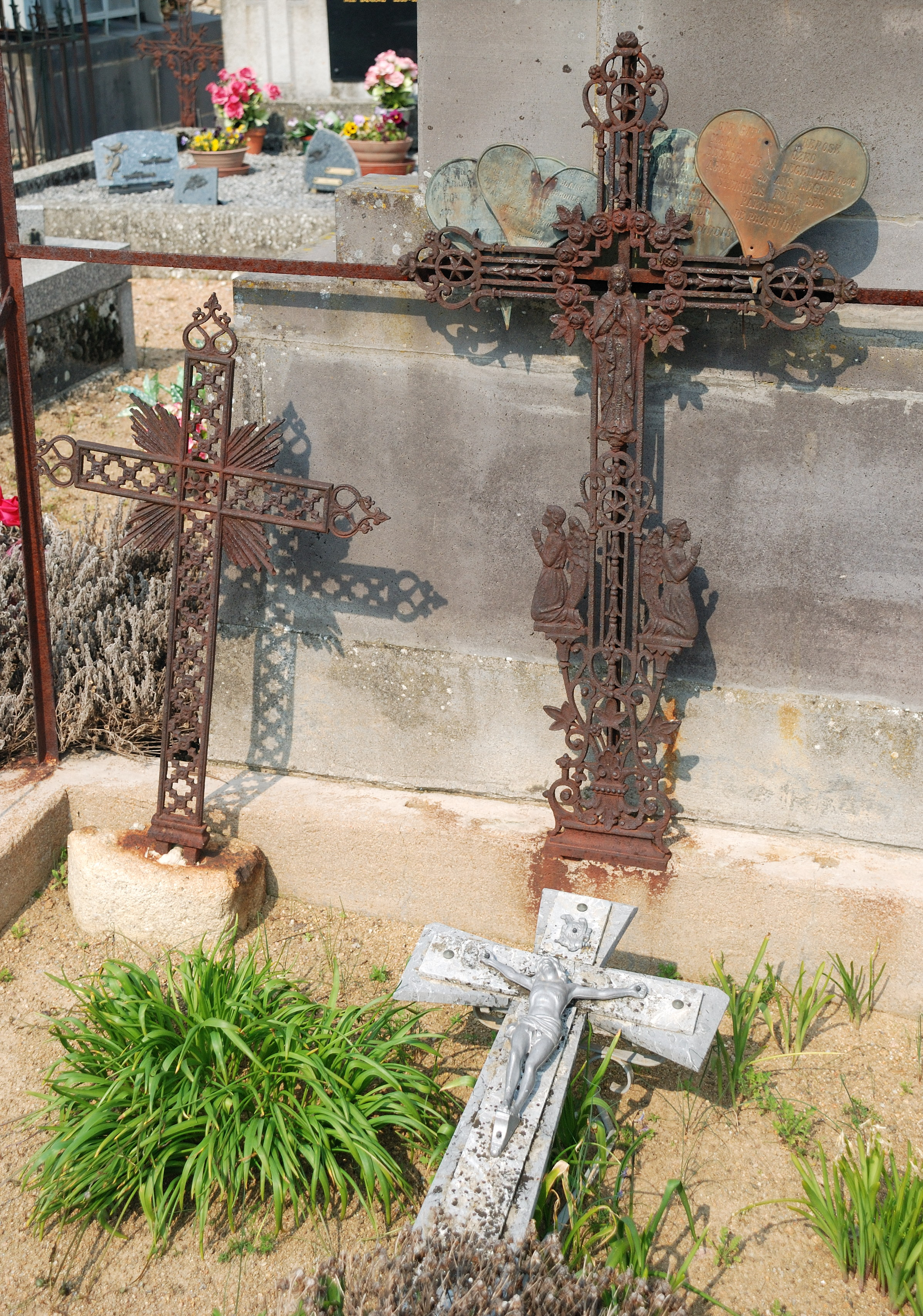
Schmiedeeiserne Grabkreuze auf dem Friedhof von Sermentizon, (Puy-de-Dôme, Frankreich)

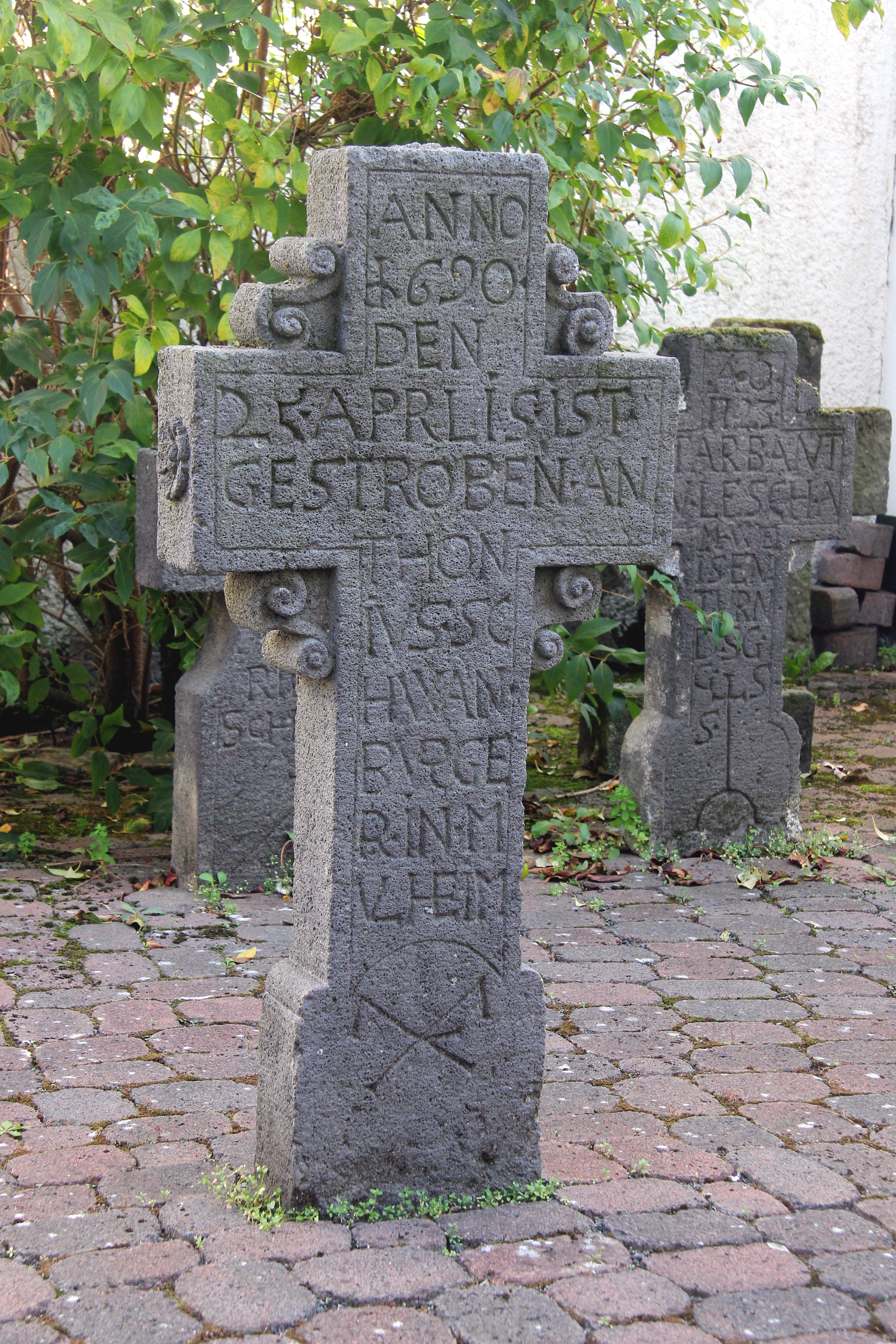
Grabkreuz aus Basalt von 1620 im Stadtmuseum Mülheim-Kärlich

Das Grabkreuz, auch Totenkreuz genannt, ist ein Gedenkzeichen auf einem Grab oder eine Markierung von Grabstätten, meist in christlicher Ausgestaltung, wenn es die Verbindung des gekreuzigten und auferstandenen Christus mit der Hoffnung auf die Auferstehung der Toten symbolisieren soll.

## Allgemeines
Seit Jahrhunderten ist die Sepulkralkultur dem Wandel der menschlichen Zusammenlebens, sozialer Verhältnisse und individueller Maßstäbe ausgesetzt bzw. unterworfen. Als Folge unterschiedlicher Formen von Beisetzung und Bestattung sind einerseits Erd- und Feuerbestattungen, andererseits Beisetzungsplätze in Form von Steinhügeln, Erdgräbern oder Kolumbarien anzuführen. Religiöse oder persönliche Beweggründe
führten seit dem Altertum zur Ausgestaltung von Begräbnisstellen mit Grabkreuzen, Grabmalen, Gruften oder Mausoleen.
Regeln oder Normen über die Art und Weise von Ausgestaltungen lassen sich allenfalls in Generalien erkennen, wie dem christlichen Kreuz, den keltischen Formen oder jüdischen Zeichen, z. B. eines siebenarmigen Leuchters oder des Davidsterns.

## Geschichte
Die Tradition des Kreuzes als Grabzeichen entstand in der frühen Neuzeit. Naheliegend verwendete man für ein Kreuz Holz als Material oder behauenen Feldstein, gegebenenfalls auch Sandstein und Basalt.
Je nach Religion und fortentwickelter Sepulkralkultur kann man – neben der künstlerischen und gegenständlichen Ausgestaltung von aufrecht stehenden Grabsteinen oder liegenden Steinplatten in unterschiedlichsten Dimensionen – eine Verschiedenartigkeit bei den Grabkreuzen verzeichnen: das einfache lateinische Kreuz mit rechtwinklig angeordnetem Querbalken, das spanische Kreuz mit zweifachem Querbalken, das russisch-orthodoxe Kreuz mit zusätzlichem Schrägbalken, das Keltenkreuz, das byzantinische Kreuz, das koptische Kreuz und eine aufgeständerte Kreuzform als messianische Kombination von Kreuz mit Davidstern. Das Zierwerk – wie Bedachung oder Bebilderung – eines Grabkreuzes liegt wohl ausschließlich in der individuellen Vorstellung eines Auftraggebers.
Im antikisierenden Klassizismus trat der Brauch des Grabkreuzes zurück, bis er mit den Frömmigkeitsbewegung im Zeitalter der Romantik und der Empfindsamkeit wieder starke Verbreitung fand. In dieser Zeit entstand auch das Grabkruzifix.

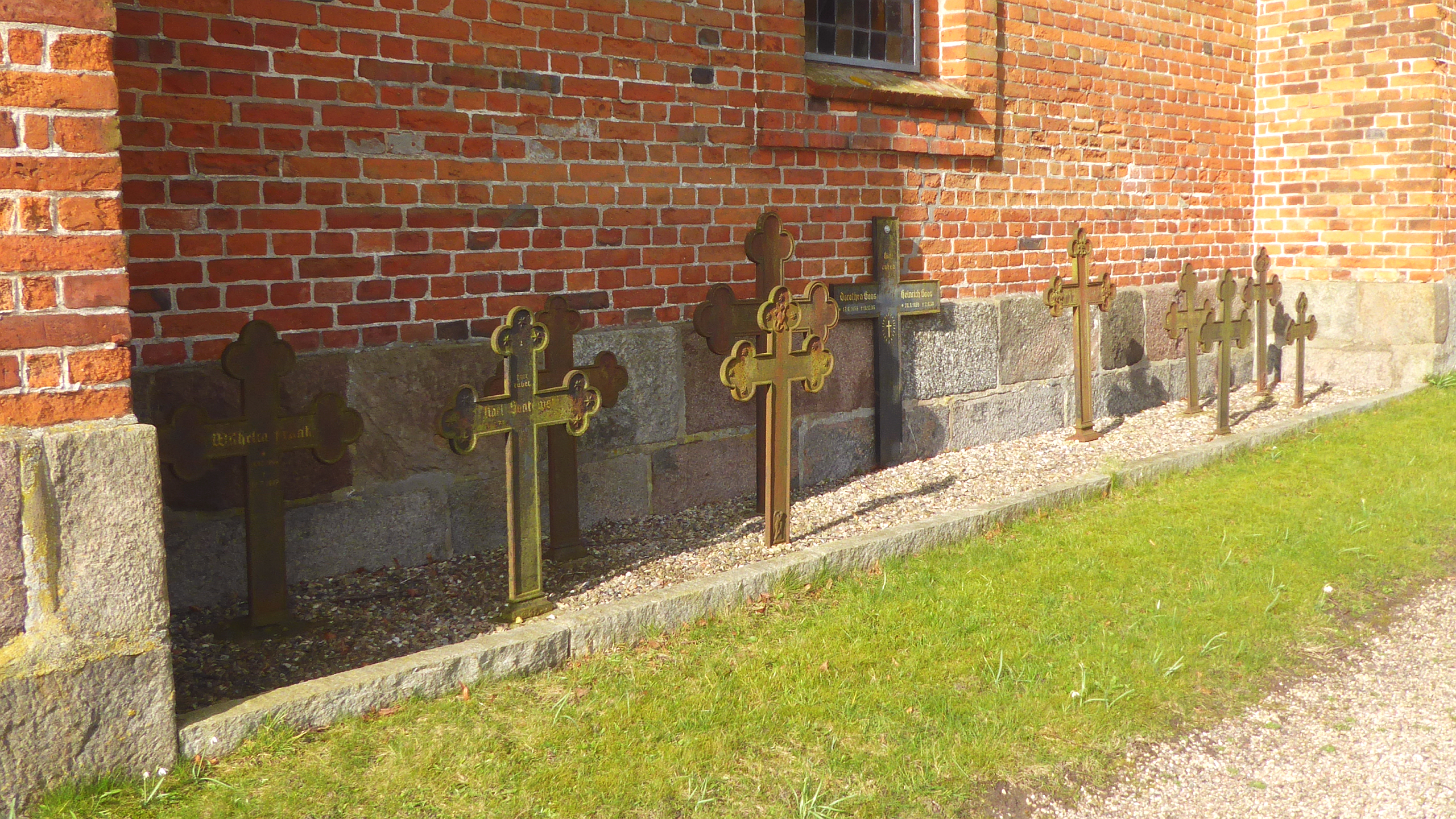
Grabkreuze aus eisernem Kunstguss an der Dreifaltigkeitskirche Krusendorf

Mit Verbreitung mechanischer Bearbeitung im Handwerk im 16. Und 17. Jahrhundert erweiterten sich die Gestaltungsmöglichkeiten von Grabkreuzen in vielfältiger Weise. Die Feldsteinverarbeitung wurde durch Verwendung von ausgewählten Natursteinarten abgelöst. Erste Importhölzer ergänzten die heimischen widerstandsfähigen Grabkreuzhölzer. Eine rasante Verbreitung ist in dieser Zeit beim stählernen geschmiedeten Grabkreuz zu verzeichnen. So gibt es in den Alpenregionen viele Friedhöfe, auf denen Grabkreuze aus Schmiedeeisen in der Überzahl sind oder seinerzeit sogar vorgeschrieben waren. Mit der Industrialisierung kam im 18. Und 19. Jahrhundert die kommerzielle Herstellung von gusseisernen Grabkreuzen zu Lasten des Handwerks und unter Reduzierung künstlerischer Ausgestaltung hinzu. Als Hersteller solcher Gusskreuze sind hier stellvertretend für alle anderen die Sayner Hütte für Eisenkunstguss und insbesondere für gusseiserne Grabkreuze sowie die Württembergische Metallwarenfabrik in Geislingen genannt, die zusätzlich noch 1890 die Münchner Galvanoplastische Kunstanstalt erwarb.
Angesichts des Verlustes an künstlerischer Vielfalt und Originalität durch industriellen Kommerz untersagte die preußische Obrigkeit im Jahr 1898 die galvanoplastische Herstellung industriellen „minderwertigen Materials“. Diese Untersagung hätte auch die Herstellung gusseiserner Grabkreuze nach Formvorlagen betreffen können, was zum industrieseitigen Widerstand gegen die Anordnung und schließlich im Jahr 1902 zur Aufhebung des Verbots führte.
Aufgrund sozialer und ständischer Aspekte setzte sich im 20. Jahrhundert der schmückend gestaltete Grabstein gegen das Grabkreuz durch. Das hölzerne Grabkreuz dient im 21. Jahrhundert überwiegend der temporären Grabkennzeichnung oder dem Zweck amtlich bestellter Grabversorgung in Einzelfällen.